# Risk revival
Risk revival es el segundo álbum de la banda estadounidense de screamo, Hot Cross. Este álbum fue lanzado el 20 de febrero de 2007, bajo el sello discográfico Equal Vision Records.

## Canciones
1. Exits and trails – 3:51
2. Turncoat revolution – 4:25
3. Resent, resist, rebuild – 0:38
4. Fire the foundations – 3:15
5. Cardiac silence – 3:19
6. Kill the name – 3:52
7. Silence is failure – 2:42
8. Fatefully – 4:16
9. Existence – 3:21
10. Rejoinder – 3:13
11. Finance fuels the sickness at heart - 4:04
12. Blame truth - 1:54
13. Scrape wisdom - 4:58